# Dumnonie
Dumnonie je latinizované jméno britonského království z období po stažení Římanů z Británie mezi koncem 4. a koncem 8. století, které se nacházelo v nejzápadnější části jihozápadní Anglie. Centrum království bylo v oblasti současného hrabství Devon, ale zahrnovalo dále současné hrabství Cornwall a část Somersetu. Jeho východní hranice se měnila v průběhu času, jak postupovala západní expanze sousedního anglosaského království Wessex zasahující na jeho území. Někdy se lze setkat i s hláskováním Damnonie, ale tento pravopis se také používá pro zemi Damnoniů, jež se později stala součástí království Strathclyde v současném jižním Skotsku. Existuje také hláskování Domnonie, které je lingvisticky příbuzné s bretaňskou oblastí Domnonée, bretonsky: Domnonea.

## Název
Království je pojmenováno po britonském kmeni Dumnoniů žijícím podle Klaudia Ptolemaia v době římské invaze do Británie na jejím jihozápadě. Existují varianty jména Dumnonie jako Domnonie a Damnonie, z nichž tu poslední variantu používal sv. Gilda v 6. století jako slovní hříčku pro její podobnost s pojmem „(věčné) zatracení“ (anglicky: damnation), aby znevážil soudobého vládce Dumnonie Constantina. Jméno má etymologický původ v protokeltském kořenu *dubno-, což znamená „hluboký“ i „svět“. Etnické skupiny s podobnými jmény existovaly ve Skotsku (Damnoniové) a Irsku (Fir Domnann). Později se tato oblast stala známá Anglosasům ze sousedního království Wessex jako království Západní Wales a jeho obyvatelé byli jimi také zváni Defnas (tj. muži z Dumnonie). Ve velštině, a podobně v jihozápadních britanských jazycích, to bylo Dyfneint. Tato forma do současnosti přežívá ve jménu hrabství Devon (velšsky: Dyfnaint, kornsky: Dewnans, bretonsky: Devnent).
Existuje důkaz založený na zápisu v seznamu místních názvů Ravennatis Anonymi Cosmographia (sepsán kolem roku 700), že v západní části území mohl žít podkmen nazývaný Cornoviové, od jejichž jména je pravděpodobně odvozena první část dnešního jména Cornwall.
Po období emigrace z jihozápadní Británie do severozápadní Galie (Armorika) v 5. a 6. století bylo založeno na severním pobřeží Atlantiku sesterské království (Domnonée v moderní francouzštině) v regionu, který se v současnosti nazývá Bretaň. Současná britská historička Barbara Yorke (* 1951) spekulovala, že Dumnoniové možná viděli konec římské říše jako příležitost k nastolení své kontroly v nových oblastech.

## Rozsah

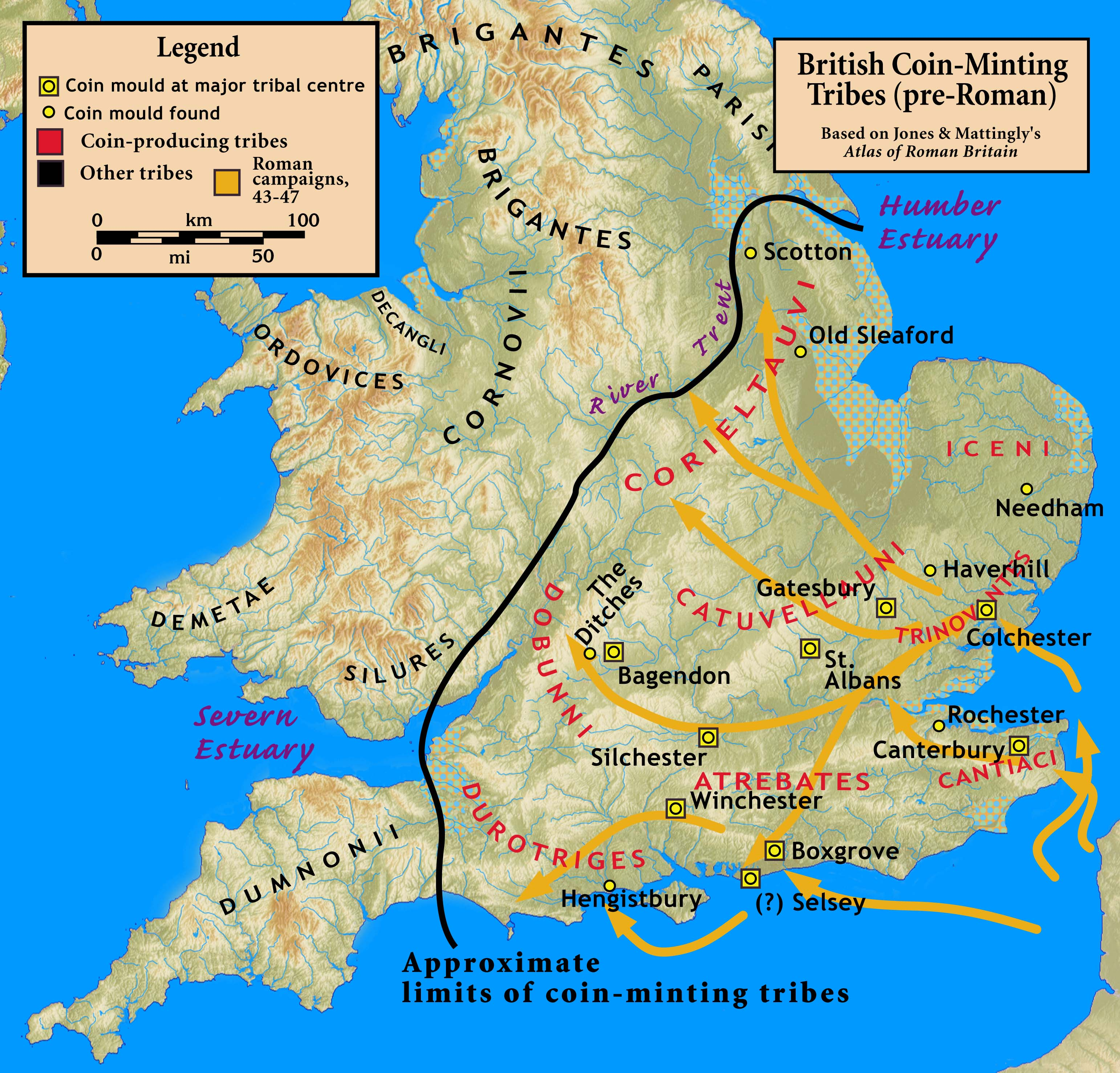
Keltobritské kmeny razící mince (červeně) a nerazící (černě) v období před římskou invazí.

Zdá se, že jihozápadní poloostrov Británie až na východ po řeku Parrett v Somersetu a řeku Axe v Dorsetu obývali před příchodem Římanů Dumnoniové, soudě podle rozšíření mincí britonských kmenů Dobunnů a Durotrigů. Kniha III. díla Julia Caesara Zápisky o válce galské si všímá úzké obchodní a vojenské vazby mezi kontinentálním galským kmenem Venetů v Armorice a Britony v jihozápadní části ostrova.
V období po stažení Římanů z Británie zahrnovalo království Dumnonia Cornwall, Devon a části západního Somersetu. Mělo úzké kulturní a náboženské vztahy s Bretaní, Walesem a Irskem.

## Kultura a hospodářství

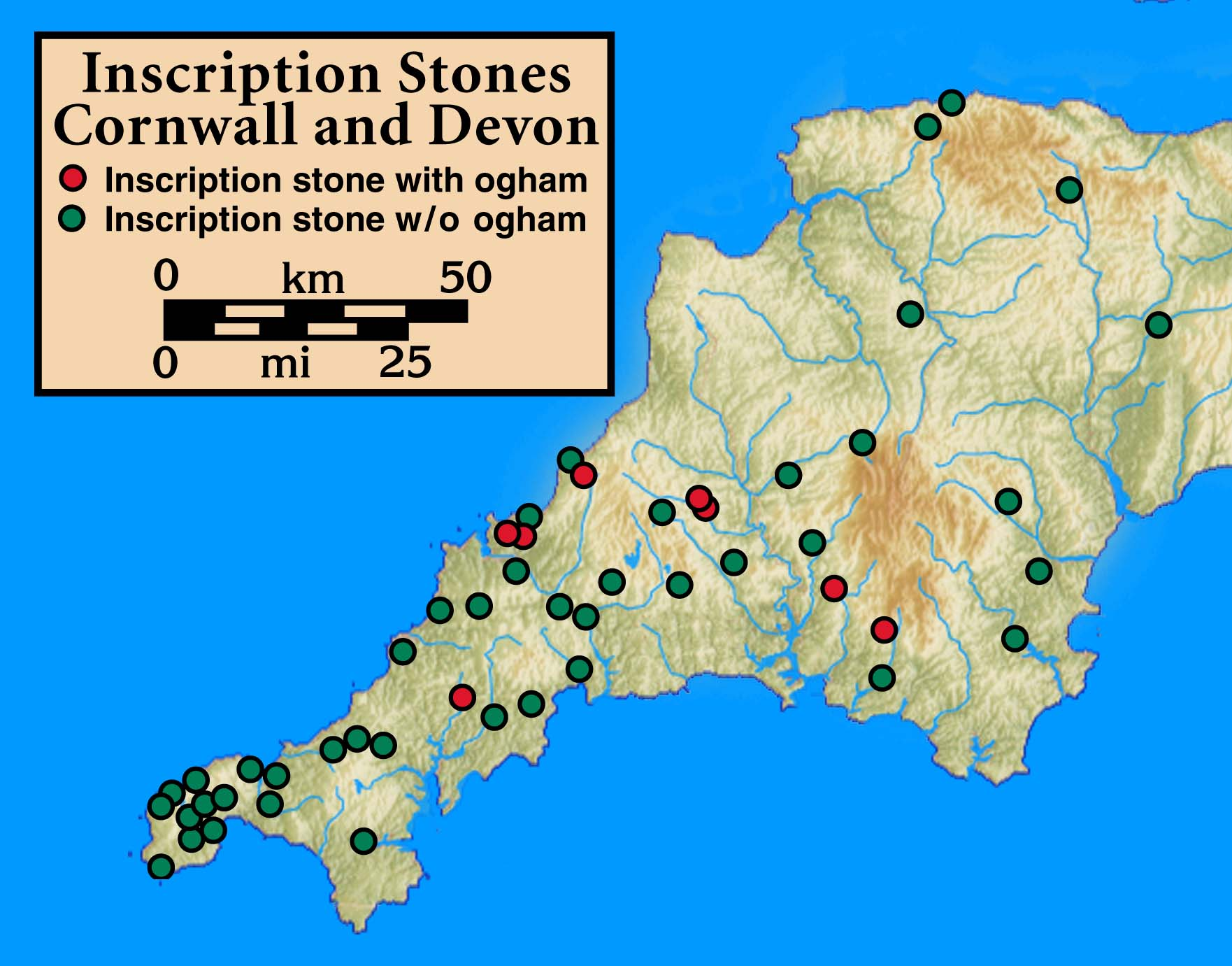
Nápisy na kamenech psané ogamem (červeně) a bez ogamu (zeleně).

O kulturních stycích Dumnoniů z předřímského období, pokud se týká jejich keramiky, se předpokládá, že byly s poloostrovem Armorika na druhé straně Lamanšského průlivu a s Walesem a Irskem spíše než s jihovýchodní Británií. Obyvatelé Dumnonie hovořili jihozápadním britanským dialektem, který byl předchůdcem moderní kornštiny a bretonštiny. Existence irských přistěhovalců Déisů je doložena kameny s nápisy, které zanechali někdy psané ogamem, někdy latinkou, někdy v obou písmech, a potvrzena a doplněna studiemi místními názvů.
Kromě rybolovu a zemědělství byla v Dumnonii hlavní ekonomickou aktivitou těžba cínové rudy. Cín byl odpradávna vyvážen z přístavu Ictis (buď současný St Michael's Mount nebo Mount Batten). Zpracování cínu pokračovalo po celé období římské okupace a zdá se, že dosáhlo vrcholu během 3. století. Tato oblast udržovala obchodní vztahy s Galií a Středomořím i po stažení Římanů a je pravděpodobné, že cín hrál v tomto obchodu důležitou roli. Římská importovaná keramika pocházející z období po stažení římských legií byla vykopána na mnoha místech po celém regionu. Zjevný nárůst dovozů ze Středomoří na konci 5. století je považován za výsledek exportu kovů z Cornwallu a Walesu do byzantské říše.
Zdá se, že křesťanství v Dumnonii přežilo odchod Římanů z Británie, o čemž svědčí řada pozdně římských křesťanských hřbitovů pocházejících z pořímského období. V 5. a 6. století byla oblast údajně evangelizována dětmi krále Brychana z jihovelšského království Brycheiniog a světci z Irska, kupříkladu sv. Piranem (patron horníků těžících cínovou rudu), a z Walesu, kupříkladu sv. Petrokem nebo poustevnicí sv. Keynou. V Bodminu a Glastonbury byly důležité kláštery, a také v Exeteru, kde pohřby z 5. století objevené v blízkosti katedrály pravděpodobně představují hřbitov kláštera navštěvovaného sv. Bonifácem, ačkoliv to, zda to byl klášter západosaský nebo britonský je předmětem sporu. Ojediněle jsou kornští biskupové zmiňováni v různých záznamech, dokud se v polovině 9. století nepodřídili arcibiskupu z Canterbury. Systém farností je pozdějšího data a plně se rozvinul až po úplném dobytí země Normany.

## Osídlení

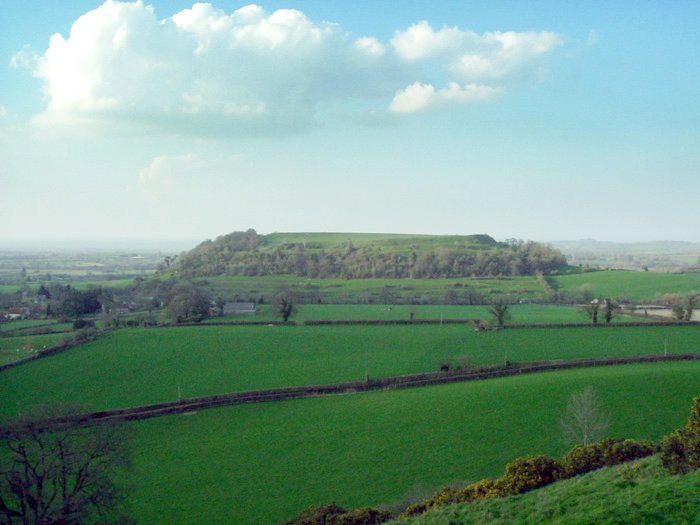
Hradiště Cadbury Castle v hrabství Somerset, předpokládaný raně dumnonský opěrný bod.

Kolem roku 55 založili Římané pro své legie pevnost Isca Dumnoniorum (současné město Exeter), ale oblast západně od Exeteru zůstala převážně neromanizována. Pro většinu Dumnonie je typická neexistence systému římských vill, ačkoliv jižně od Bathu a kolem Ilchesteru jich bylo hodně, a značné množství sídlišť, která přežila z římskobritského období. Stejně jako v jiných britonských oblastech byla hradiště z doby železné jako kupříkladu Hembury a Cadbury Castle v pořímském období znovu opevněna pro náčelníky nebo krále a zdá se, že v tomto období byla rekonstruována i další prestižní sídla jako kupříkladu hrad Tintagel. Archeologické výzkumy v oblasti odhalily, že izolované uzavřené usedlosti lokálně nazývané rounds zřejmě ustály odchod římských legií z Británie. Byly ale následně nahrazeny v 6. a 7. století neuzavřenými farmami, které přejímaly britonská místní jména začínající na tre(f)-.
Exeter, britansky nazývaný Caer Uisc, byl později sídlem důležitého západosaského minsteru, ale byl stále částečně obýván dumnonskými Britony až do 10. století, kdy je wessexský král Æthelstan vyhnal. Do poloviny 9. století bylo během západosaského postupu královské sídlo přemístěno dále na západ do Lis-Cerruyt (současné město Liskeard). Cornská hrabata se v 10. století údajně přestěhovala do Lostwithielu poté, co byl Liskeard ztracen. Vládcové Dumnonie patrně cestovali z místa na místo a v různých obdobích roku se zastavovali na různých královských rezidencí, jakými byly kupříkladu hrad Tintagel a hradiště Cadbury Castle. Asi současně drželi majetky i v Bretani na druhé straně Lamanšského průlivu. Listinné i archeologické důkazy vypovídají, že oblasti jako setnina Trigg byly užívány coby shromažďovací místa pro „válečné zástupy“ z celého regionu.

## Historie
Ačkoli byla oblast kmene Dumnoniů podmaněna asi roku 78, mohla si místní populace udržet silnou místní kontrolu a Dumnonie mohla mít vlastní samosprávu pod římskou vládou. Anglický autor Geoffrey z Monmouthu uvedl, že vládcem Dumnonie byl snad asi v období let 290–305 Caradocus. Pokud to nebyla postava úplně legendární, nebyl Caradocus králem v pravém slova smyslu, ale mohl zastávat vlivný úřad v římské administrativě.
Pořímská historie Dumnonie pochází z různých zdrojů a je považována za nesmírně obtížně interpretovatelnou vzhledem k tomu, že problém s historickými fakty, legendami a zmatenou pseudohistorií je znásoben různými zdroji ve středovelštině a latině. Mezi hlavní zdroje, které jsou k dispozici pro diskusi o tomto období, patří dílo De Excidio et Conquestu Britanniae sv. Gildy, Nenniova Historia Brittonum, soubor středověkých letopisů Annales Cambriae, Anglosaská kronika, díla Gesta Regum Anglorum a De Antiquitate Glastoniensis Ecclesiae kronikáře Viléma z Malmesbury, spolu s texty z pravděpodobně nejstaršího velšského rukopisu napsaného zcela ve velštině Llyfr Du Caerfyrddin (Černá kniha z Carmarthenu) a z dalšího významného velšského rukopisu Llyfr Coch Hergest (Červená kniha z Hergestu), a Historia ecclesiastica gentis Anglorum Bedy Ctihodného, a dále i genealogie Bonedd Gwŷr y Gogledd (Původ mužů ze Severu) a kolekce starých velšských rukopisů Llyfr Baglan (Kniha z Baglanu).

### Konflikt se Sasy
V roce 577 způsobil wessexský král Ceawlin svým vítězstvím v bitvě u Deorhamu, že Britoni z Dumnonie byli odříznuti od svých velšských spojenců, ale protože cestování po moři nebylo obtížné, nemusela to být vážná ztráta. Když Britoni bojovali v bitvě u Beandunu v roce 614, je za krále Dumnonie považován Clemen ap Bledric. Místem bitvy je s největší pravděpodobností Bindon poblíž vesničky Axmouth v Devonu. Jiným kandidátem na místo bitvy je vesnice Bampton v současném hrabství Oxfordshire, ale nárok postrádá důkazy.
Podle středověké kroniky Flores Historiarum, jejíž autorství bylo nesprávně připisováno patrně nikdy neexistujícímu Matěji z Westminsteru, drželi Britoni Exeter ještě v roce 632, kdy ho statečně bránili proti mercijskému králi Pendovi, dokud ho nevyprostil z obležení gwyneddský král Cadwallon ap Cadfan, který napadl, a podle Geoffreyho z Monmouthu, porazil Mercijské a způsobil „velký masakr jejich vojska“. Od konce 19. století se však toto obléhání nepovažuje za historický fakt.
Kolem roku 652 wessexský král Cenwalh prolomil dumnonské obranné linie v bitvě u města Bradford-upon-Avon. Vítězství Západních Sasů v bitvě u Peonnum (možná současný Penselwood ve východním Somersetu) kolem roku 658 mělo za následek to, že Sasové obsadili území „až po řeku Parrett“ a východní část Dumnonie byla trvale připojena k Wessexu.
Záznam pro rok 661 v Æthelweardově překladu Anglosaské kroniky do latiny, známém jako Chronicon Æthelweardi, uvádí, že wessexský král Cenwalh bojoval v bitvě u Posentesburhu. Ačkoli to z kontextu vypadá, že to byla bitva proti mercijskému králi Wulfherovi (kterou on možná prohrál), jestliže Posentesburh je identifikován s hradištěm u vesničky Posbury poblíž města Crediton v Devonu, potom nějaký konflikt s Britony může být předpokládán. Ve Willibaldově Životě svatého Bonifáce má klášter Examchester, který lze identifikovat s Exeterem v Devonu, v době, kdy tam Bonifác studoval, opata s germánským jménem Wulfhard. Bonifác sám sebe považuje rodem za Anglosasa (používaje termín „Anglorum“ ve svém dopise Angličanům), a proto mohl být Exeter v této době, tj. na konci 7. století, pod západosaskou kontrolou. V této době byla Dumnonie natolik součástí světa známého Aldhelmovi, pozdějšímu sherbornskému biskupu, aby kolem roku 705 adresoval dopis jejímu králi Geraintovi ohledně data Velikonoc. V roce 682 síly Wessexu „postoupily až k moři“, ale není jasné, kde to bylo. V roce 705 bylo v Sherborne zřízeno biskupství pro saské území západně od vesnice Selwood v Somersetu.
V roce 710 byl král Geraint v bitvě poražen wessexským králem Ineem, ale v roce 722 letopisy Annales Cambriae zaznamenaly vítězství Britonů v Cornwallu u Hehilu. Asi roku 755 bylo území „Defnů“ pod značným tlakem saské armády. Tažení wessexského krále Ecgberhta v Devonu mezi lety 813 a 822 pravděpodobně signalizovala dobytí izolované Dumnonie a zanechala zbytkový stát v oblasti, která se v současnosti nazývá Cornwall, v té době známé jako Cerniu, Cernyw nebo Kernow a Anglosasy nazývané jako Cornwall nebo „Západní Wales“.

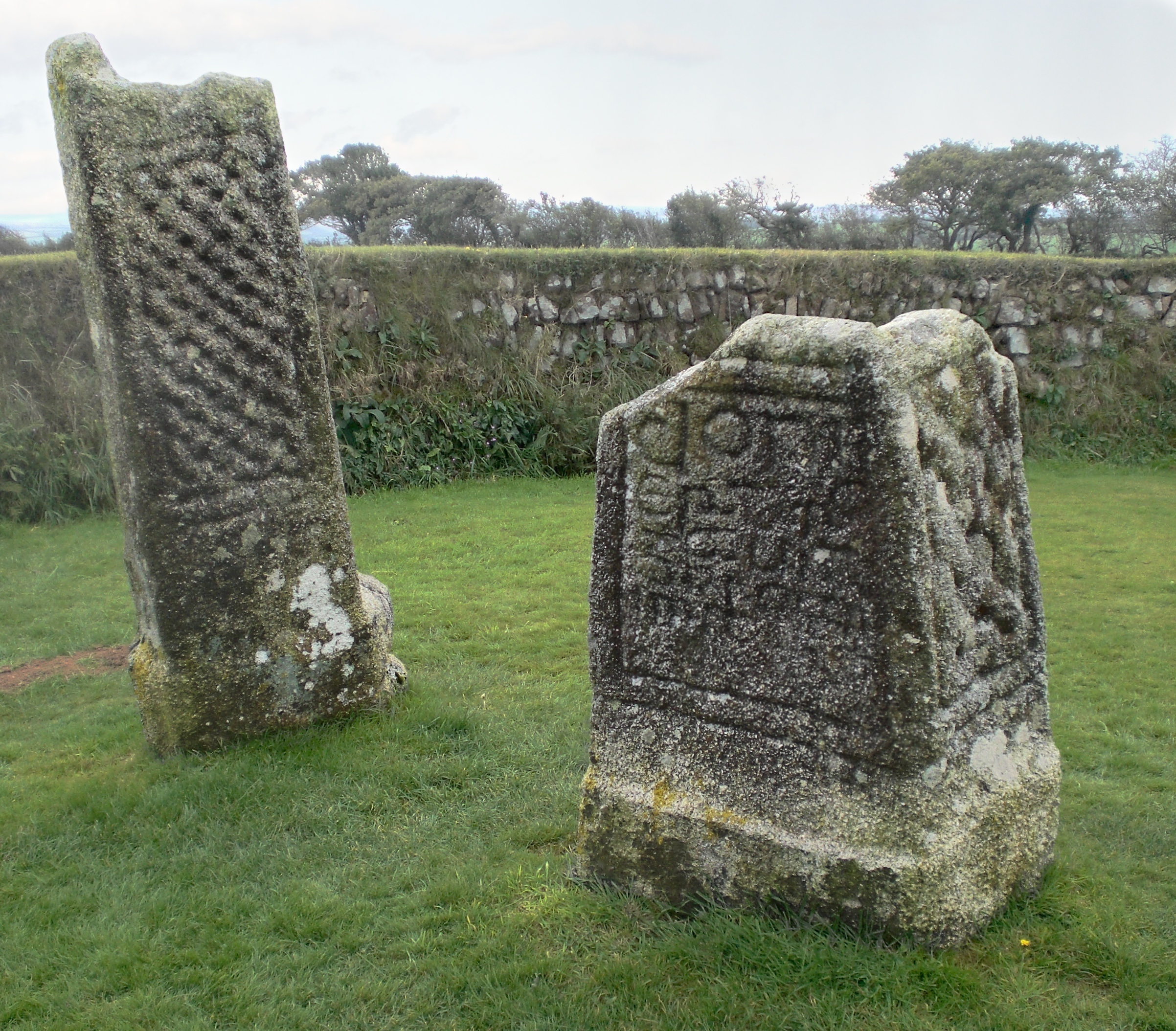
Kámen krále Donierta v Cornwallu, považovaný za památku na Donyartha, posledního zaznamenaného krále zbytkového státu Dumnonie.

V roce 825 byla vybojována bitva mezi „Velšany“, pravděpodobně z Dumnonie, a Anglosasy. Anglosaská kronika uvádí: „U Gafulfordy jsme bojovali s Wealy (obyvateli Cornwallu) a Defny (obyvateli Devonu)“ (Gafulford je možná Galford v západním Devonu). Zápis však nezmiňuje, kdo vyhrál nebo prohrál. Další povstání v roce 838, kdy „Západní Velšany“ podporovaly dánské vojenské síly, bylo rozdrceno králem Ecgberhtem u návrší Hingston Down.
Cornský biskup v Bodminu uznal autoritu canterburského arcibiskupa v roce 870 a poslední známý cornský král Donyarth zemřel v roce 875. Během 80. let 9. století získal Wessex kontrolu přinejmenším nad částí Cornwallu, kde vlastnil půdu wessexský král Alfréd Veliký. Asi v roce 936, podle textu Viléma z Malmesbury napsaného kolem roku 1120, vyhnal wessexský král Æthelstan Britony z Exeteru a zbytku Devonu a stanovil východní břeh řeky Tamar coby hranici Cornwallu.
Ačkoli chronologie expanze Wessexu do celé Dumnonie je nejasná, byl Devon za vlády Eduarda III. Vyznavače již delší dobu absorbován do Anglie. Počátkem 12. století dává latinský text Gesta Herewardi králi Cornwallu, vládnoucímu těsně před ovládnutím Anglie Normany, jméno Alef. Cornwallský král Cadoc byl prý sesazen normanským vévodou a králem Anglie Vilémem Dobyvatelem, čímž mizí poslední stopy dumnonských králů v Británii, i když jeho jméno se poprvé objevuje až ve spisech historika Viléma z Worcesteru v 15. století.

### Kontinuita Dumnonie v Cornwallu a Bretani
Do Armoriky (Bretaň) přišli imigranti z Dumnonie ve dvou vlnách. Některá historická vyprávění podporují teorii, že jejich důsledkem byli panovníci, kteří uplatňovali svou královskou moc v Bretani i Dumnonii zároveň, což by vysvětlovalo výskyt stejných jmen vládců na obou územích. Existuje také rozsáhlá korespondence ostrovních keltských světců, a dále místní jména a úzký jazykový vztah mezi kornštinou (Kernowek) a bretonštinou (Brezhoneg). Bretaňské oblasti Kernev/Cornouaille (Cornwall) a Domnonée (Devon) však mají dobře zdokumentovanou historii včetně zcela samostatných vládců nezávislých na Dumnonii v Británii (viz Bretaňské vévodství).

Zatímco si Cornwall svůj jazyk a kulturu udržel, v Devonu se keltský prvek významně zmenšil s příchodem saských vetřelců v 7. století a téměř úplně vymizel následkem velké míry stěhování Britonů celkově z Dumnonie do Armoriky ke konci římské okupace. J.B. Gover v roce 1931 napsal, že 
v polovině sedmého století byl Devon řídce osídleným keltským královstvím v důsledku emigrace do Armoriky o více než století dříve, a jakmile byl odpor jeho králů zlomen, nezůstala žádná významná domorodá populace, která by komplikovala život nových osadníků.
 Zdá se, že vztah mezi novými saskými vládci a zbylými domorodými Britony byl mírumilovný a mnoho keltských místních jmen přežilo v kraji, i když ne v takovém rozsahu jako na území sousedního podkmene Cornoviů, jež se stalo současným Cornwallem .
Předpokládá se, že region Cornouaille (bretonsky Kernev) v bretaňské oblasti poloostrova Armorika vděčí za své jméno potomkům přicházejícím z ostrovního Cornwallu v období pozdní antiky. Území starobylého regionu Cornouaille se většinou shoduje s jižní částí francouzského departementu Finistère a některé jeho okraje jsou součástí departementů Côtes d'Armor a Morbihan. Alespoň část původního území bretaňského království Domnonea z období pozdní antiky se kryje se současným francouzským departementem Côtes-d'Armor.

## Souvislosti s artušovskou legendou
Ve 12. století napsal Geoffrey z Monmouthu ve svém fantazijním a imaginativním díle Historia Regum Britanniae, že král Artuš byl počat na hradu Tintagel, a také tvrdil, že král Constantine odsouzený sv. Gildou byl Artušovým nástupcem, čímž učinil z Artuše člena královského domu Dumnonie. Dumnonští králové Erbin a jeho syn Geraint (nebo Gerren) se objevují v artušovském příběhu Geraint a Enid jako vládci „na druhé straně řeky Severn“ (myšleno od velšského města Caerleon).
Vede se debata o místě Artušova předpokládaného velkého vítězství v bitvě na Mount Badon, kde Britoni bojovali s Anglosasy. Většina historiků věří, že tato bitva, pokud byla historická, byla vybojována mimo území Dumnonie, kupříkladu u Bathu. Geoffrey z Monmouthu tvrdil, že Artušova poslední bitva u Camlannu se odehrála v Cornwallu: tradice ukazuje na osadu Slaughter Bridge poblíž města Camelford, o kterém se bez opodstatnění tvrdí, že zde stál hrad Kamelot.